# Cabinteely
Cabinteely (irisch Cabán tSíle) ist ein südlicher Vorort von Dublin im County Dún Laoghaire-Rathdown, Republik Irland.

## Bevölkerung
Für Cabinteely sind bei der Volkszählung 2022 die Ergebnisse für die vier Electoral Divisions (ED): Loughlinstown, Pottery, Granitefield und Kilbogget jeweils einzeln ausgewiesen. Insgesamt hatte Cabinteely 15.864  Einwohner.

## Lage und Verkehr
Die N11 (Stillorgan Rd - Cabinteely Bypass - Bray Rd) durchquert, von Foxrock kommend, den Ort in Richtung Shankill und Bray weiter nach Süden Richtung Wicklow und Wexford. Im Westen verläuft die Trasse der neuen Autobahn M50, die Dublin weiträumig umgeht und weiter im Süden in die N11 mündet.

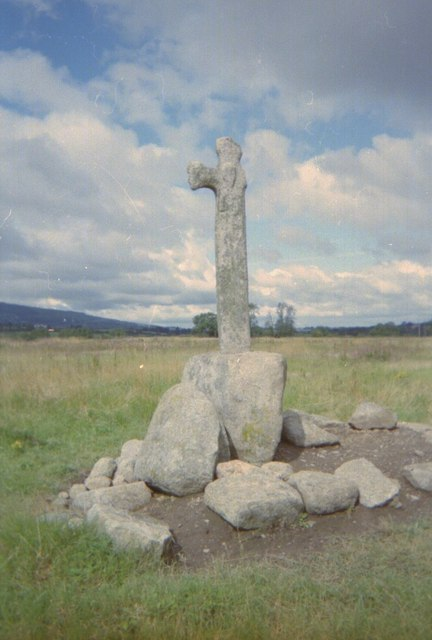
Das keltische Kreuz von Tully

Große Teile von Cabinteely bestehen aus Parklandschaften (Cabinteely Park, Kilbogget Park) bzw. ländlichen Gegenden (um Laughanstown/Brennanstown). Im Cabinteely Park befindet sich, von 45 Hektar Parklandschaft umgeben, das Cabinteely House, welches im 18. Jahrhundert von Robert Nugent, Lord Clare errichtet wurde. Heute ist das Haus im Besitz des CoCo (County Council) von Dun Laoghaire-Rathdown und kann besichtigt werden.
Im Kilbogget Park, der vor allem Sport- und Erholungszwecken dient, befindet sich das Kilbogget House, das ebenfalls öffentlich zugänglich ist.

## Sehenswürdigkeiten
In der Umgebung des Ortes finden sich verschiedene historische und prähistorische Objekte, wie der Glendruid Dolmen in Brennanstown oder das Tully Cross.

## Bekannte Einwohner von Cabinteely
- Käte Müller-Lisowski (1883–1960), deutsche Keltologin und Märchensammlerin[7]
- Glenn Quinn (1970–2002), Schauspieler
- Eoin Ó Broin (* 1972), Politiker
- Andy Keogh (* 1986), Fußballspieler